# 남양주 봉영사 신중도
남양주 봉영사 신중도(南楊州 奉永寺 神衆圖)는 대한민국 경기도 남양주시 진접읍 봉영사 사찰에 있는 조선시대의 신중도이다. 2011년 5월 2일 대한민국의 경기도 유형문화재 제257호로 지정되었다.

## 지정 사유
전형적인 제석범천천룡도로서 비록 화기가 남아 있지 않아 조성시기에 대해서는 명확하게 밝힐 수 없지만, 남아 있는 묵서명을 통해 조성화원은 두흠 임이 파악되고 조성시기 또한 화풍상으로 미루어 보아 19세기 후반 경으로 추정되어 가치가 인정된다.

## 같이 보기
- 봉영사

## 참고 자료
- 남양주 봉영사 신중도 - 국가유산청 국가유산포털